# John Tyrrell (muzikolog)
John Tyrrell (17. srpna 1942 Salisbury, Jižní Rhodesie – nyní Harare, Zimbabwe – 4. října 2018) byl britský muzikolog, specialista na českou klasickou hudbu.

## Život
Studoval na univerzitách v Jihoafrické republice (Kapské Město, Johannesburg), Cambridgi a Brně. Od roku 2000 působil na univerzitě ve waleském Cardiffu. V roce 2002 obdržel čestný doktorát (doctor honoris causa) na Masarykově univerzitě, kde působí jako externí pracovník v Ústavu hudební vědy Filozofické fakulty MU.
Tyrrell byl odborníkem na českou operu, zejména na Leoše Janáčka. Podílel se na katalogizaci Janáčkova díla a s dirigentem Charlesem Mackerrasem rekonstruoval původní verzi Její pastorkyně (1908). Je též držitelem čestného akademického titulu doctor honoris causa (2011) na Janáčkově akademii múzických umění.

## Dílo
- Seznam děl v Souborném katalogu ČR, jejichž autorem nebo tématem je John Tyrrell

Monografie o české hudbě:
- Czech Opera (1988), vydáno též v češtině jako Česká opera (1991-92)
- Intimate Letters: Leoš Janáček to Kamila Stösslová (2005) (Listy důvěrné: Leoš Janáček Kamile Stösslové), edice a překlad do angličtiny Janáčkovy korespondence s Kamilou Stösslovou
- Janáček's Operas: a Documentary Account  (1992) (Janáčkovy opery: dokumentace)
- Janáček: Years of a Life (I. sv. 2006, II. sv. 2007) (Janáček: Léta života)

John Tyrrell byl také spolueditorem 6. edice encyklopedie The New Grove Dictionary of Music and Musicians (29 svazků).